# یودانخدی
یودانخدی (به انگلیسی: Udankhedi) یک روستا در هند است که در مادایا پرادش واقع شده‌است.